# ساوت کریک (واشینگتن)
ساوت کریک (به انگلیسی: South Creek) یک منطقهٔ مسکونی در ایالات متحده آمریکا است که در واشینگتن واقع شده‌است. ساوت کریک ۲۰ کیلومتر مربع مساحت و ۲٬۵۰۷ نفر جمعیت دارد.